# Cillian Murphy
Cillian Murphy (Cork, Irska, 25. svibnja 1976.) - irski glumac
Njegova majka je predavala francuski jezik, dok je njegov otac Brendan, radio u irskom vladinom Odjelu za obrazovanje. Profesionalno je debitirao u drami „Disco Pigs” Enda Walsha iz 1996., u ulozi koju je kasnije reprizirao u ekranizaciji iz 2001. godine. Njegovi rani zapaženi filmovi uključuju: horor „28 dana kasnije” (2002.), mračnu komediju „Intermission” (2003.), triler „Crveno oko” (2005.), irsku ratnu dramu „Vjetar koji povija ječam” (2006.) i znanstveno-fantastični triler „Sunshine” (2007). Glumio je u komediji-drami „Doručak na Plutonu” (2005.), koja mu je donijela nominaciju za Zlatni globus.
Murphy je počeo surađivati s redateljem Christopherom Nolanom 2005. godine, glumeći dr. Jonathana Cranea/Strašilo u trilogiji "Vitez tame" (2005. – 2012.), kao i pojavljivanjem u "Početku" (eng. Inception) (2010.) i „Dunkirku” (2017.) te posebno tumačeći glavnu ulogu J. Roberta Oppenheimera u biografskom epu „Oppenheimer” (2023), za koju je dobio Oscara za najboljega glumca. Također se proslavio ulogom Tommyja Shelbyja u BBC-evoj dramskoj seriji „Peaky Blinders” (2013. – 2022.) i glumom u nastavku horora "Mjesto tišine 2" (2020.).
Godine 2011. Murphy je osvojio nagradu „Irish Times Theatre” za najboljeg glumca i nagradu „Drama Desk” za izvanrednu solo izvedbu za kazališnu predstavu „Misterman”. Godine 2020. „The Irish Times” proglasio ga je jednim od najvećih irskih filmskih glumaca.

## Galerija
- Cillian Murphy 1992. godine (drugi s desna).
- Cillian Murphy 2007. godine.
- Cillian Murphy 2010. godine.
- Cillian Murphy 2017. godine.